# Dedicação
Dedicação é o ato de consagrar um altar, templo, igreja ou outro edifício sagrado. Também se refere à inscrição de livros ou outros artefatos quando estes são endereçados ou apresentados especificamente a uma pessoa em particular. Essa prática, que antes era usada para obter o amparo e o apoio da pessoa assim abordada, agora é apenas uma marca de afeto ou consideração. Na lei, a palavra é usada para separar um proprietário particular de uma via para uso público. As igrejas sob a autoridade de um bispo, geralmente são dedicadas pelo bispo em uma cerimônia que costumava ser chamada de consagração, mas agora é chamada de dedicação.

## Origens

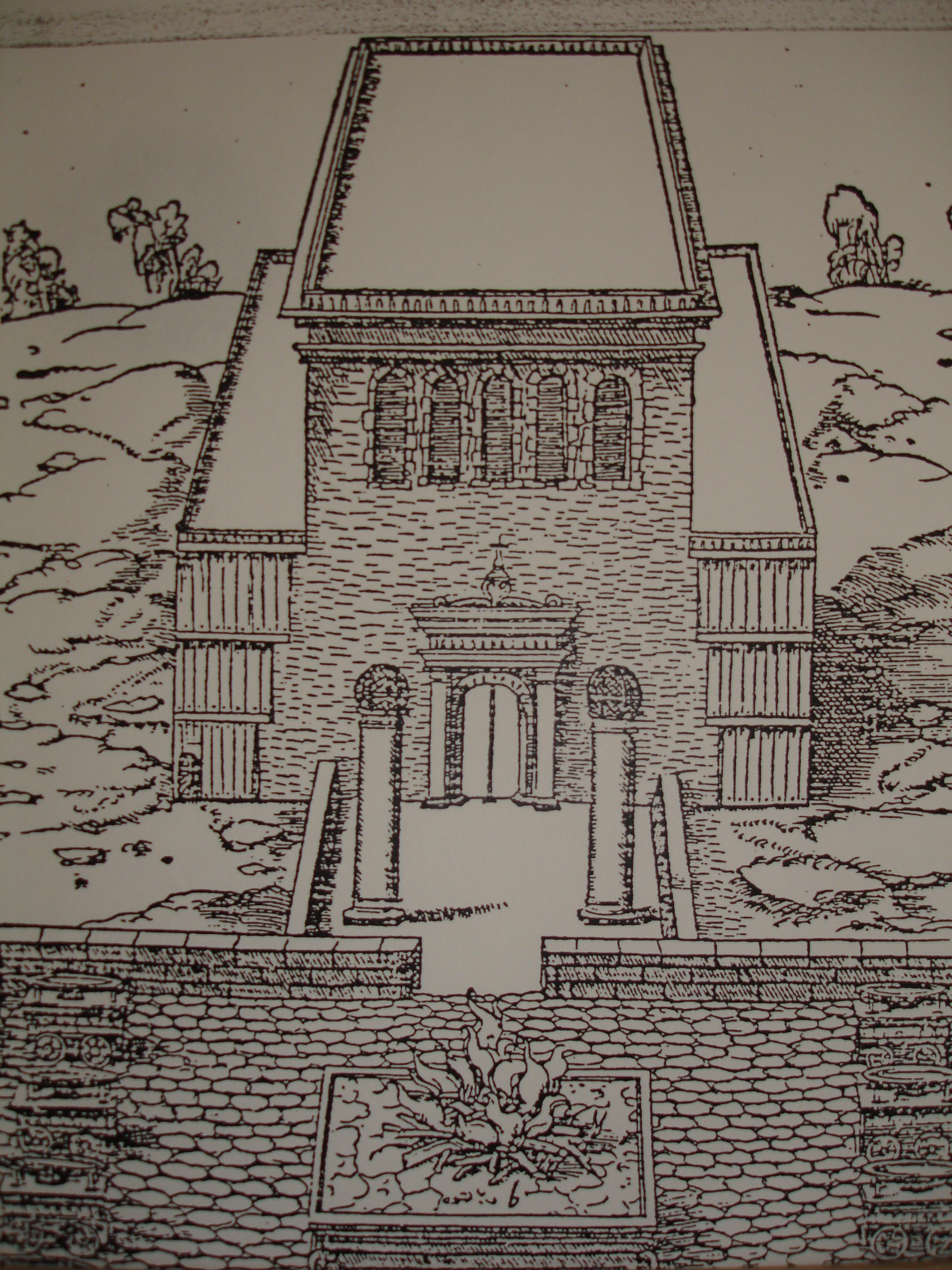
Gravura do Templo de Salomão.

De acordo com o Primeiro Livro dos Reis capítulo 8, Rei Salomão fez a dedicação do templo, falando de seu papel especial como um lugar de oração para o povo.

## Cristianismo

### Catolicismo
Para a Igreja Católica, o rito de dedicação é descrito no Caeremoniale Episcoporum, capítulos IX-X, e nas Missas Rituais do Missal Romano para a Dedicação de uma Igreja e um Altar. 

### Protestantismo
Na Igreja da Inglaterra, uma igreja consagrada só pode ser fechada para adoração após um processo legal (um "esquema pastoral").

### Cristianismo evangélico

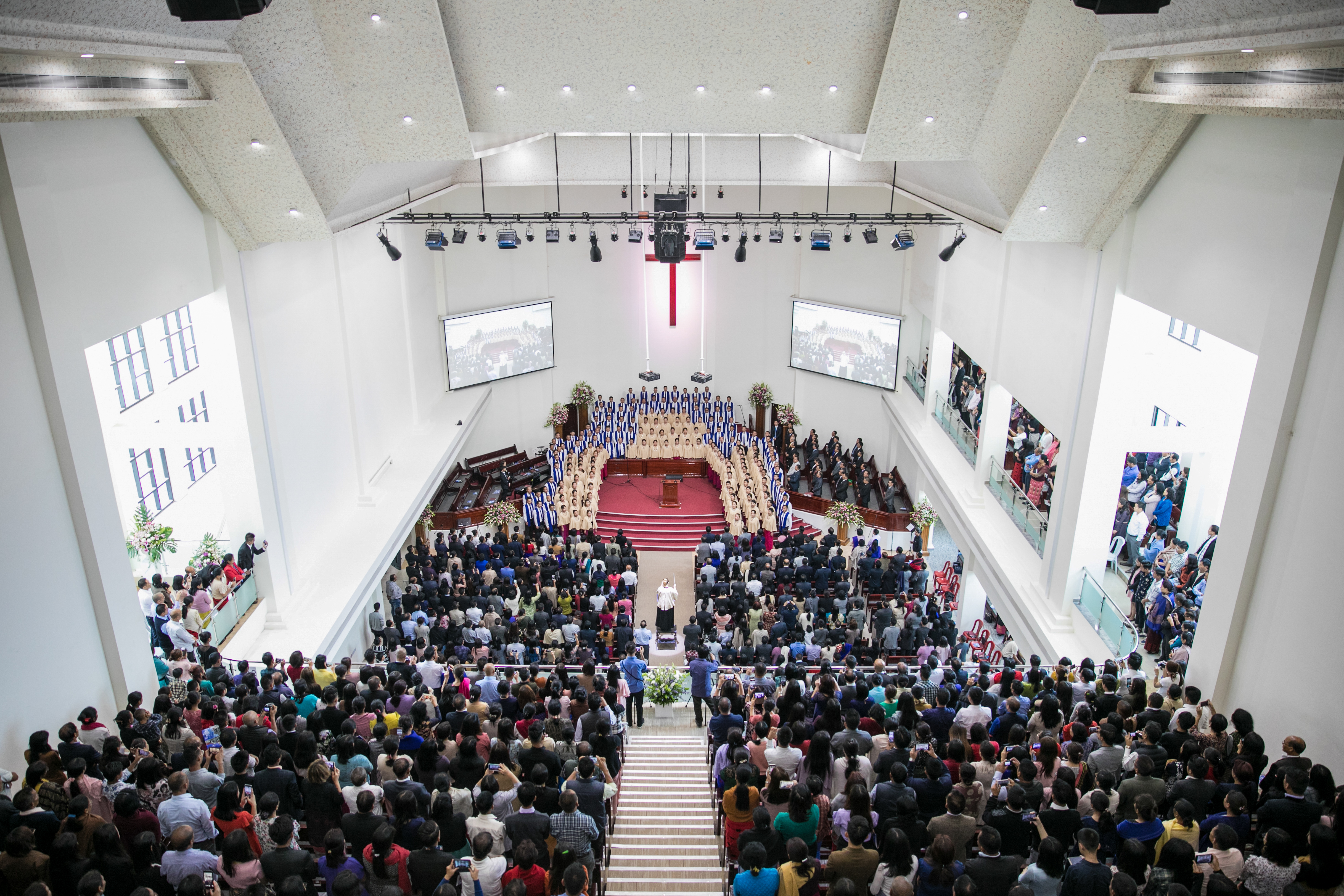
Serviço de dedicação na Igreja Batista de Coimá em Coimá, na Índia, afiliada ao Conselho da Igreja Batista de Nagalândia, 2019

No cristianismo evangélico, a dedicação de uma igreja geralmente ocorre durante um serviço.  Uma placa de dedicação também está anexada ao edifício. 